# UPS Airlines

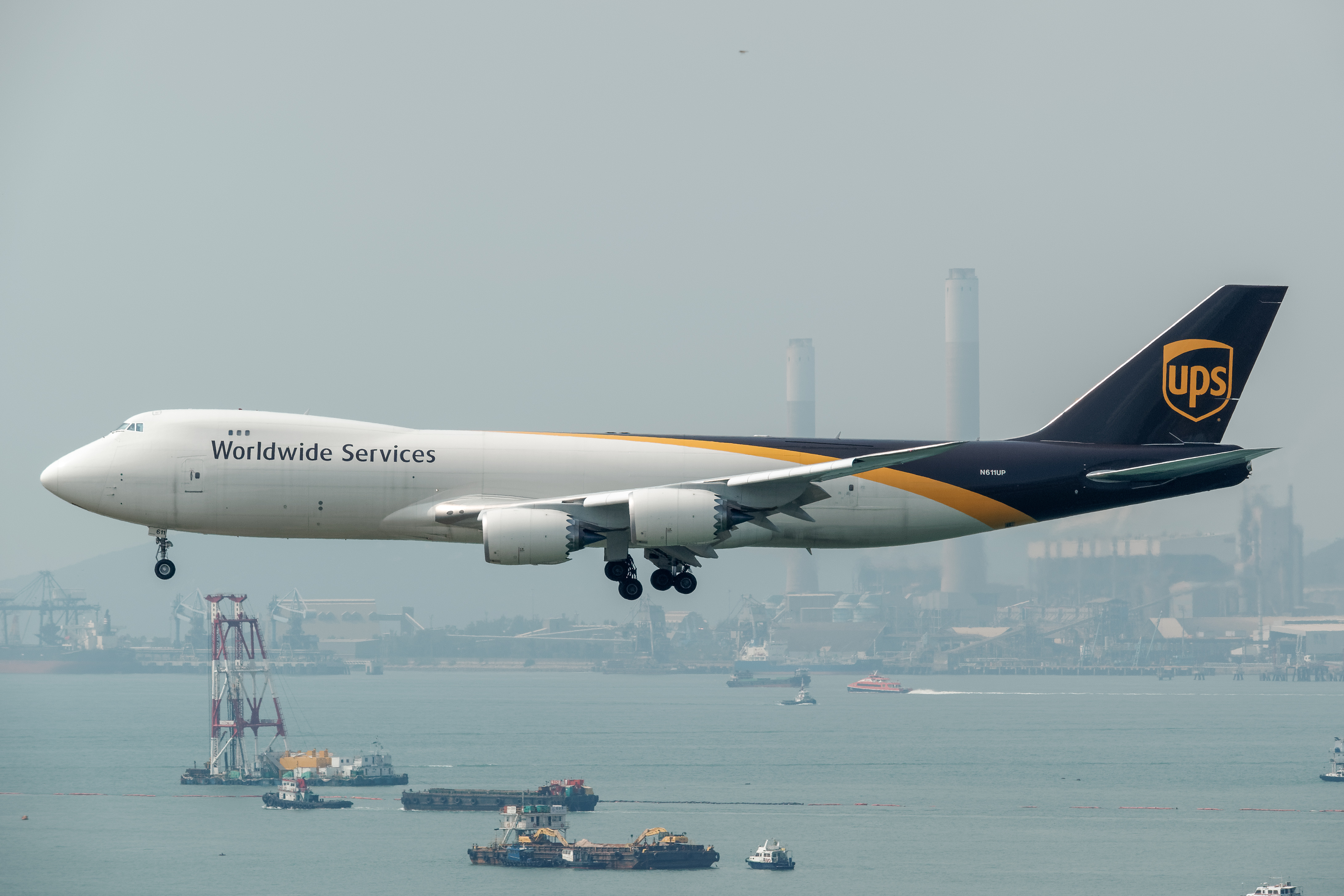
UPS Air CARGO 747-8F

UPS Airlines (hay UPS Air Cargo) là hãng hàng không chở hàng lớn thứ hai thế giới về lưu lượng hàng hoá có trụ sở tại Louisville, Tiểu bang Kentucky, Hoa Kỳ. Đây là hãng con của United Parcel Service Inc. Hãng có hơn 178 sân bay là trạm trung chuyển chính.

## Tai nạn và sự cố
- Ngày 3 tháng 9 năm 2010, chuyến bay 6 của UPS Airlines khởi hành từ Dubai, Các Tiểu vương quốc Ả Rập Thống nhất để đến Cologne, Đức đã bốc cháy khoang chứa hàng khiến chiếc Boeing 747-400F gặp nạn, cả hai phi công có mặt trên máy bay thiệt mạng.
- Ngày 14 tháng 8 năm 2013, chuyến bay 1354 của UPS Airlines bị rơi khi thực hiện phương pháp tiếp cận không chính xác của bộ định vị đối với đường băng 18 tại Sân bay Quốc tế Birmingham–Shuttlesworth. Nó chặt cây và đập đất ba lần lên dốc. Thân máy bay bị vỡ ra, với phần mũi nằm cách điểm va chạm ban đầu khoảng 180 m và phần còn lại của nó cách xa hơn khoảng 70 m về phía đường băng và khoảng 1 km từ mép của nó và bốc cháy. Toàn bộ hai phi công có mặt trên máy bay thiệt mạng.

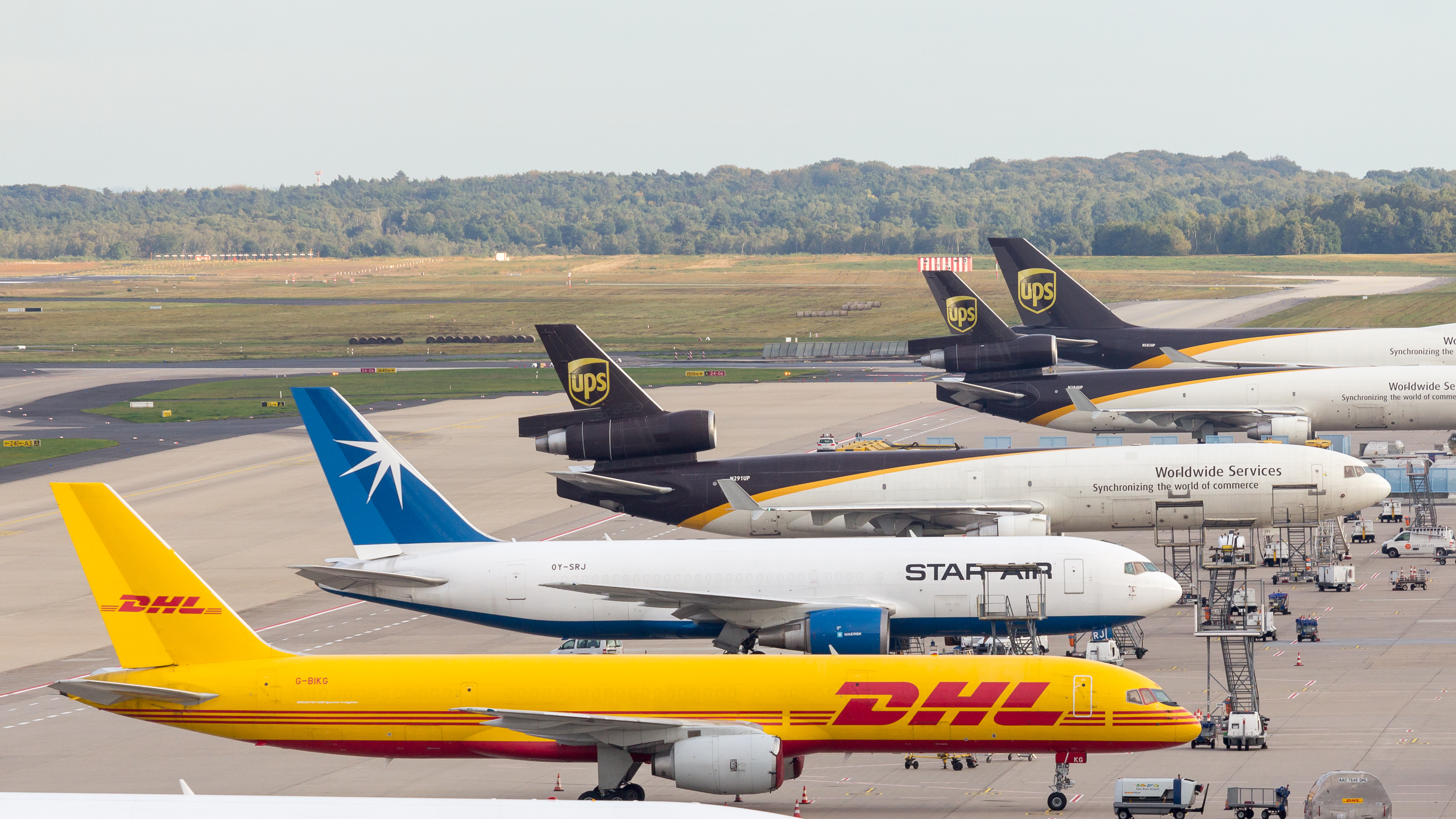
UPS